# Maurits Weggeman Guldemont
Maurits Weggeman Guldemont (Krimpen aan den IJssel, 5 januari 1779 - aldaar, 10 januari 1838) was een Nederlandse steenfabrikant en bestuurder.

## Leven en werk
Weggeman Guldemont werd in 1779 in Krimpen aan en IJssel geboren als zoon Jan Weggeman en Maria Guldemont. Hij voegde de achternamen van zijn vader en zijn moeder aaneen en noemde zich Weggeman Guldemont.
Tot 1817 was hij maire en schout van de toenmalige gemeente Ouderkerk, waar tot dat jaar ook Krimpen en Stormpolder toe behoorden. In 1817 werden Krimpen aan den IJssel en Stormpolder afgesplitst van Ouderkerk. Hij werd toen schout van de in het uiterste zuidwesten van de Zuid-Hollandse Krimpenerwaard gelegen gemeenten Stormpolder en Krimpen aan den IJssel. In 1825 werd hij de eerste burgemeester van beide buurgemeenten, welk ambt hij tot aan zijn overlijden in 1838 bekleedde. Evenals zijn broer Cornelis, vrederechter en hoogheemraad van de Krimpenerwaard, bezat hij een steenbakkerij (steenplaats). Zijn steenfabriek, het Veerpad, lag in Krimpen aan den IJssel.
Weggeman Guldemont trouwde op 16 juni 1805 met Magdalena van Lange. Hun zoon Jan Weggeman Guldemont werd in april 1838 benoemd tot burgemeester van Krimpen aan den IJssel en Stormpolder als opvolger van zijn vader.